# Іванісов Роман Валерійович
Роман Валерійович Іванісов (нар. 2 листопада 1978, Бердянськ, Запорізька область, Україна) — український юрист, політик, Народний депутат України 9-го скликання, колишній підприємець. Член Комітету Верховної Ради з питань антикорупційної політики.

## Життєпис
1995 року закінчив ЗОШ I—III ступенів № 2 Бердянська.
1996 року засуджений до 3 років та 6 місяці позбавлення волі за частиною 3 статті 117 Кримінального кодексу від 1960 року (замах на зґвалтування, вчинене групою осіб) і частиною 2 статті 118 Кримінального кодексу від 1960 року (задоволення статевої пристрасті неприродним способом із застосуванням фізичного насильства, вчинене групою осіб).
Журналісти видання «Українська правда» з посиланням на видання «Четверта влада» повідомили, що нардеп в офіційних біографіях вказав, що закінчив Бердянський університет менеджменту і бізнесу та Запорізький державний університет, однак в обох університетах спростували це, заявивши, що Іванісов у них дипломів не отримував.

### Кар'єра
- 2001—2015 — фізична особа — підприємець[8].
- 2005—2015 — генеральний директор та засновник ТОВ «Укр Нафта Пром – Альянс»[9].
- 2006 — співзасновник дочірнього підприємства «Аква-Волинь»[8].
- 2016 — співзасновник ТОВ «Санрайз медікал»[8].
- Квітень 2016 — червень 2017 — керівник ТОВ «Костопільтеплоагроінвест»[8].
- Головний юрист у ТОВ «Проф Дез Контроль Плюс»[5].

## Громадсько-політична діяльність

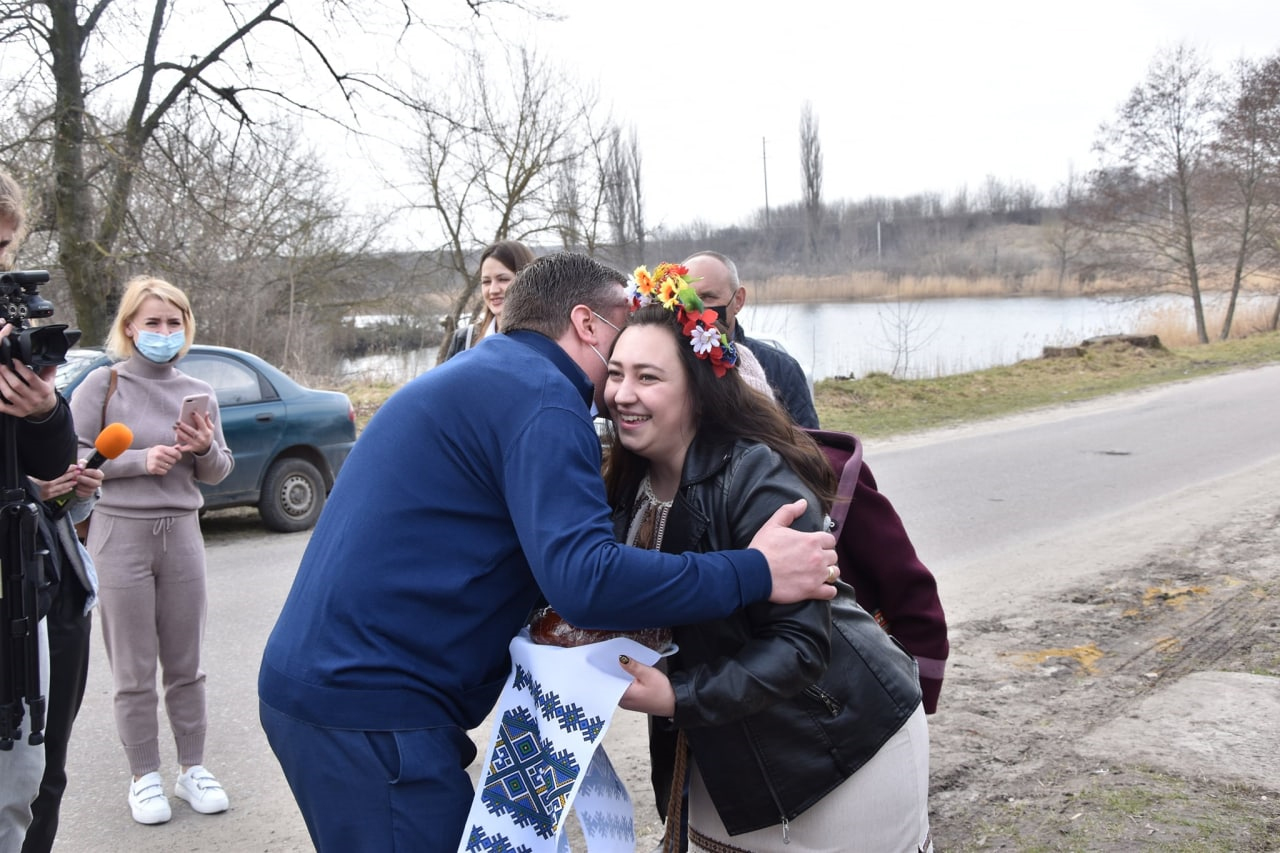

2010—2015 — депутат Рівненської обласної ради VI скликання від ВО «Батьківщина». У 2015 році балотувався до Рівненської обласної ради по 63 округу (Рівне) від Блоку Порошенка як член партії. Відзначився, як прогульник пленарних засідань та засідань постійної комісії Рівненської обласної ради.
2014 — брав участь в Революції гідності. Волонтером працював заступником коменданта Майдану, організовував побут та життєзабезпечення столичного Майдану.
Працював помічником-консультантом нардепа Віталія Чугуннікова. 2015—2016 — радник голови Рівненської облдержадміністрації.
2019 — кандидат у народні депутати від партії «Слуга народу» на парламентських виборах (в. о. 153, Острог, частина Рівного, Гощанський, Корецький, Острозький, Рівненський райони). На час виборів: головний юрист ТОВ «Проф Дез Контроль Плюс», живе в Києві. Безпартійний.
Народний депутат України (IX скликання, з 2019). Член Комітету Верховної Ради з питань антикорупційної політики, голова підкомітету з питань антикорупційної політики в економічній сфері.
20 листопада, після того, як широкому загалу стало відомо про тюремний строк Іванісова за зґвалтування неповнолітньої в 90-х, він вийшов з фракції партії «Слуга народу», пояснивши це тим, що не хоче «ставити під удар репутації партії».
22 липня 2025 року голосував за закон України 12414 який був ухвалений з порушенням Регламенту Верховної Ради України та підпорядкував НАБУ та САП Генеральному прокурору і викликав масові протести.

## Кримінальне провадження
1995—1998 — відбував покарання за зґвалтування неповнолітньої особи. 14 вересня 1995 — затриманий Куйбишевським райвідділом міліції Запорізької області за ст. 117 ч. 3 (зґвалтування неповнолітньої), і ст. 118 ч. 2 (зґвалтування неповнолітньої неприродним чином) Кримінального кодексу України, який діяв на той час. З протоколу судового засідання:

| Третім прийшов ґвалтувати Іванісов. Він задовольнив статеву пристрасть неприродним способом, після чого намагався зґвалтувати, але не довів злочин до кінця з фізіологічних причин. Після Іванісова зайшов четвертий ґвалтівник.Оригінальний текст (рос.) Третьим пришел насиловать Иванисов. Он удовлетворил половую страсть в извращенной форме, после чего пытался изнасиловать, но не довел преступление до конца по физиологическим причинам. После Иванисова зашел четвертый насильник. |
За інформацією ЗМІ, 22 вересня, його відправили в СІЗО, але через три дні відпустили за рішенням суду. Однак, 25 жовтня 1995 міліція затримала його повторно. За інформацією джерела в правоохоронних органах, 21 березня 1996 Іванісова засудили до 3,5 років позбавлення волі, з яких він відбув 2,5 роки у виправній колонії загального режиму.
За іншими даними Іванісов відсидів фактично лише пів року, а 29 листопада 1996 року був помилуваний тогочасним Президентом України Леонідом Кучмою.
На думку правозахисника та адвоката Івана Лібермана термін в 3,5 року був судом сильно заниженим, навіть з урахуванням всіх пом'якшуючих обставин він повинен був скласти принаймні 7,5 років, тобто половину від максимального терміну за цей вид злочину — 15 років:

| Мінімальний термін для такого злочину, якби суд об'єктивно розглядав справу, значно більший. За такий злочин повинні давати за санкцією статті 117 (ще того часу) повинні давати як мінімум 7,5 років в'язниці, якщо враховувати, що він сам ґвалтував, а не просто «стояв на шухері». Це дуже маленьке покарання. Можна сказати, що покарання майже не було. |
25 листопада 2019 року фракція «Слуги народу» виключила нардепа Іванісова зі своїх лав через наявність інформації про судимість депутата за групове зґвалтування.
Станом на серпень 2021 року Іванісов є депутатом ВРУ, його не позбавили мандата, попри обіцянку Зеленського.

## Особисте життя
Одружений, має двох синів.